# 刘璠 (1957年)
刘璠（1957年—），汉族，江苏南通人，中华人民共和国政治人物。

## 生平
毕业于上海医科大学骨外科专业，加入中国致公党，担任江苏省南通市人大常委会副主任、南通大学附属医院副院长。2008年起担任全国人大代表。2013年，被选为全国人大代表。2018年2月24日，当选为第十三届全国人大代表。

## 延伸阅读
[在维基数据编辑]